# Pseudapocryptes borneensis
A Pseudapocryptes borneensis a csontos halak (Osteichthyes) főosztályának a sugarasúszójú halak (Actinopterygii) osztályába, ezen belül a sügéralakúak (Perciformes) rendjébe, a gébfélék (Gobiidae) családjába és az iszapugró gébek (Oxudercinae) alcsaládjába tartozó faj.

## Előfordulása
A Pseudapocryptes borneensis előfordulási területe Délkelet-Ázsiában van; a Maláj-félszigeten és Indokínában található meg.

## Megjelenése
Ez a gébfaj legfeljebb 12 centiméter hosszú. A fején és testén számos apró, barna pont látható.

## Életmódja
Trópusi halfaj, amely az édes- és brakkvízben érzi jól magát. Az oxigént képes, egyenesen a levegőből kivenni, azzal a feltétellel, ha nedvesek a kopoltyúi és a bőre. A víz alá is lemerülhet. Az iszapos folyótorkolatokban és a folyók alsó szakaszainak az árapálytérségében él. Pihenés közben vagy veszély esetén, a mély üregébe bújik el.

## Felhasználása
Ennek az iszapugró gébnek csak kis halászati értéke van; azonban a Mekong deltájának a közelében levő halpiacokon néha megtalálható a Pseudapocryptes borneensis.